# آک ژول
آک ژول (قزاقی: Ақ жол، لاتین: Aq Jol،)، به معنی راه روشن یکی از احزاب سیاسی لیبرال-محافظه کار در قزاقستان است. آک ژول توسط آزات پرواشف، معاون مجلس قزاقستان رهبری می‌شود. این حزب به صورت رسمی و با نام آک ژول در در ۳ آوریل ۲۰۰۲ نزد مقامات قضایی ثبت شد. بر اساس گزارش کمیسیون مرکزی انتخابات قزاقستان، تعداد اعضای این حزب ۱۷۵٬۸۶۲ نفر است. این حزب در حال حاضر بخشی از ائتلاف مردمی و حامی قاسم جومارت توقایف رئیس‌جمهوری کنونی قزاقستان بوده و ۶ نماینده در پارلمان دارد.
اگرچه ظاهراً حزب آک ژول به عنوان یک حزب مخالف قرار دارد اما به عنوان یک حزب طرفدار دولت در قزاقستان توصیف شده بود و در حمایت از رئیس‌جمهور قاسم جومارت توکایف در انتخابات ۲۰۲۲ به ائتلاف مردم پیوست.

## دوره نخست
آک ژول در ژانویه ۲۰۰۲ پس از جدایی جناحی از میانه‌روها از حزب انتخاب دموکراتیک قزاقستان (QDT) تأسیس شد. اینان گروهی بودند که ابتدا جنبش اصلاحی ایجاد شده دراواخر سال ۲۰۰۱ به رهبری رئیس‌جمهور نورسلطان نظربایف را به چالش کشیدند اگرچه با کلیات آن موافقت داشتند. حزب انتخاب دموکراتیک قزاقستان (QDT) موضعی تقابلی نسبت به دولت نظربایف اتخاذ کرد اما آک ژول خود را به عنوان یک حزب میانه‌رو طرفدار اصلاحات و طرفدار تجارت معرفی کرد که هدف آن ایجاد تغییر از طریق گفتگوی سازنده به جای مخالفت مستقیم است. چهره‌های کلیدی در بنیان‌گذاری حزب شامل اوراز جاندوسف، بولات آبیلوف و علیهان بایمنوف بودند و آلتین بک سارسنبایولی، وزیر اطلاعات سابق، در سال ۲۰۰۳ به حزب پیوست.
در ۹ نوامبر ۲۰۰۳، سومین کنگره حزب آک ژول تشکیل شده و یک ساختار رئیس مشترک را با نقش‌های رهبری مشترک بین بایمنوف، آبیلوف، جاندوسوف ایجاد کرد اما این رویکرد مشترک دیری نپایید و در مارس ۲۰۰۵ تبدیل به یک رهبری واحد به ریاست بایمنوف شد. اما این رویکرد نیز بهای خودش را داشته و در بهار ۲۰۰۵، سارسنبایولی، آبیلوف و جاندوسوف حزب آک ژول را ترک کرده و یک حزب اپوزیسیون دیگر راه اندازی کردند.

### انتخاباتمجلس قزاقستان۲۰۰۴
در انتخابات مجلس در سال ۲۰۰۴، آق جول ۱۲٫۰۴ درصد آرا و یک کرسی را به دست آورد.

### مشارکت در انتخابات ۲۰۰۵ ریاست جمهوری
آک ژول در این انتخابات با نامزد اختصاصی خود یعنی رهبر حزب خود علیهان بایمنوف شرکت کرد و توانست ۱٫۶۱ آرا را به دست بیاورد.

### انتخاباتمجلس قزاقستان۲۰۰۷
در این انتخابات علی‌رغم اینکه حزب ۳٫۲۷ درصد از آرای مردمی را به دست آورد، اما هیچ کرسی ای نصیبش نشد و مجلس به صورت سراسری در اختیار هوادار رئیس‌جمهوری و حزب حاکم حزب امانت بود.

## تغییر رهبری و ریاست پرواشف (۲۰۱۱–)
در سال ۲۰۱۱، آک ژول با انتخاب آزات پرواشف به عنوان رئیس حزب، شاهد انتقال رهبری بود.
تحت ریاست پرواشف، آک ژول در انتخابات سال ۲۰۱۲ وارد پارلمان شد و توانست دوباره به مجلس راه یابد امری که تا امروز دوام داشته است.

### انتخاباتمجلس قزاقستان۲۰۱۲
آک ژول در سال ۲۰۱۲ دوباره وارد انتخابات مجلس شده و اینبار توانست ۸ کرسی را به دست آورد و جایگاه خود را به عنوان یکی از سه حزب نمایندگی تثبیت کرد.

### انتخاباتمجلس قزاقستان۲۰۱۶
در این انتخابات حزب با از دست دادن یک کرسی به ۷ کرسی دست یافت اما توانست که حضورش در مجلس را تثبیت کند.

### انتخابات ۲۰۱۹ ریاست جمهوری
حزب آک ژول، دانیا اسپائوا را به عنوان نامزد خود برای انتخابات ریاست جمهوری سال ۲۰۱۹ معرفی کرد. این اولین بار بود که یک زن برای ریاست جمهوری در کشور نامزد شد. اسپائوا ۵٫۰۵ درصد (۴۶۵٬۷۱۴) آرا را به دست آورد.

### انتخاباتمجلس قزاقستان۲۰۲۱
در انتخابات سال ۲۰۲۱، حزب حضور پارلمانی خود را به ۱۲ کرسی گسترش داد وهای محلی متعددی را در سراسر قزاقستان به دست آورد. نفوذ حزب با انتخاب ۲۲۲ عضو شورای محلی در شوراهای منطقه ای، شهری و منطقه ای گسترش یافته و نقش آق جول را در حکومت محلی و ملی تقویت شد. علاوه بر این، آک ژولی موفق شد ۱۱ شهرداری را در سطح محلی به دست آورد که گام مهمی در نفوذ منطقه ای حزب بود.

### انتخاباتمجلس قزاقستان۲۰۲۳
در اکتبر ۲۰۲۲، این حزب در حمایت از رئیس‌جمهور قاسم جومارت توقایف به ائتلاف مردم پیوست و از احزاب اپوزیسیون خارج شد. این حزب در انتخابات ۲۰۲۳ توانست ۶ کرسی را در پارلمان کسب کند.